# Hedyotis fissistipula
Hedyotis fissistipula är en måreväxtart som beskrevs av Elmer Drew Merrill. Hedyotis fissistipula ingår i släktet Hedyotis och familjen måreväxter. Inga underarter finns listade i Catalogue of Life.